# Sauce vénitienne
Sauce vénitienne ist eine Kräutersauce, die zu gedünsteten und pochierten Fischgerichten oder pochierten Eiern gereicht wird. Es sind verschiedene Saucenvarianten unter diesem Namen bekannt:
- Eine Ableitung der Sauce Hollandaise durch Beifügen von Kräuterpüree.
- Eine deutsche Sauce wird mit Zitronensaft und gehacktem Petersiliengrün abgeschmeckt.
- Eine Ableitung der Weißweinsauce, der eine Reduktion aus Estragon-Essig, Schalotten und Kerbel sowie grüne Butter mit Kerbel und Estragon beigemengt wird.[1][2][3]